# Julestue
En julestue var et julegilde, hvor der blev spist, festet og drukket tæt. Det var først og fremmest de unge, der førte an i løjerne, der blev afholdt hver anden eller hver tredje aften og nat gennem hele juleperioden. For den ældre generation var det dog maden frem for leg og druk, der var i fokus. Blandt de lege som blev udført ved julestuerne i 1700-tallet og op i 1800-tallet var blindebuk, Trille julekage og Nippe strå, der dog alle havde til formål at skabe kontakt mellem kønnene. Den danske professor i historie Anne Løkke mener at julestuerne i 1700-tallet "bedst kan karakteriseres som en blanding af underholdning og dating".

Julestuen har sin oprindelse i den katolske 'vågenats-forlystelse'. Aftenen inden en stor kirkelig højtid blev fejret ved at våge, indtil man skulle overvære midnatsmessen. Tiden gik så med forskellige former for underholdning, så man kunne holde sig vågne.
Julestuen er ældre end kristendommen, og den fortsatte afholdelse af julestuer efter kristendommens indførelse viser, at kirken ikke med et slag kunne gøre 'jólen' (julen) til udelukkende en kirkelig højtidelighed. I 1100-tallet forsøgte kirken at dæmme op for julestuerne ved at dekretere julefred fra juledag til Helligtrekongersdag, men uden den store succes.